# FIFA World Cup 2006
FIFA World Cup 2006 Germany – sportowa gra komputerowa na motywach Mundialu wydana przez firmę Electronic Arts. W grze dostępnych jest 127 reprezentacji narodowych. Można zagrać wybierając jedną z dwóch opcji: mecz towarzyski albo FIFA World Cup 2006 Germany, czyli mistrzostwa świata. Wybierając mistrzostwa, można zagrać w eliminacjach w jednej z 6 dostępnych stref eliminacyjnych i zakwalifikować się do finałów. W czasie gry można grać systemem grup wylosowanym w Lipsku lub ustalić losowanie inaczej.
W grze są dostępni tzw. zawodnicy wszech czasów jak np. Zbigniew Boniek czy Franz Beckenbauer. Oprawa graficzna jest na bardzo wysokim poziomie. Po meczu można usłyszeć hymn narodowy zwycięskiego państwa. Rozgrywka właściwie się nie zmieniła w stosunku do FIFY 06.